# Азиатский кубок вызова по хоккею с шайбой
Азиатский кубок вызова по хоккею с шайбой (англ. IIHF Challenge Cup of Asia) – серия международных турниров по хоккею с шайбой, проводимых под эгидой ИИХФ. Целью турнира является обеспечение конкурентных возможностей для азиатских команд, которые находятся либо в нижних дивизионах чемпионата мира по хоккею или только собираются там участвовать. Соревнования проходят в разных категориях: мужские, женские, а также университетские, молодёжные и юниорские мужские турниры.

## История
Первый мужской Кубок вызова прошёл в 2008 году в Гонконге. Победу на турнире, в котором принимало участие семь команд, одержала сборная Тайваня. После этого мужские розыгрыши турнира начали проводить ежегодно. Три победы на турнирах праздновала сборная Тайваня, дважды сборная ОАЭ, одна победа в активе сборной Гонконга. В 2013 году число участников Азиатского кубка вызова достигло рекордных десяти команд. С 2014 года стали проводиться соревнования в топ и первом дивизионах. В мужских турнирах не участвуют сборные Японии, Китая и Республики Корея, играющие в первом и втором дивизионах. Также ни разу не участвовала сборная КНДР.
Первый женский Кубок вызова прошёл в 2010 году в Шанхае. В турнире приняли участие сборные КНДР, Японии, а также первая и вторая сборная Китая. Победу праздновала первая сборная Китая. В следующих розыгрышах турнира состав участников принимал минимальные изменения и победу оба раза праздновали хоккеистки команды Японии. 
В 2010 и 2011 годах прошли студенческие Кубки вызова. В первом розыгрыше приняли участие три команды: от Японии, Китая и Республики Корея. Во втором турнире к ним присоединилась сборная Тайваня. Оба турнира закончились победой японских хоккеистов.
В 2012 году прошли первые юниорский и молодёжный турнир. Среди юниоров победителем стала сборная Таиланда. Среди молодёжных команд первенствовала приглашенная сборная России, представленная на турнире сборной лучших игроков МХЛ – командой «Красные Звёзды».

## Призёры Азиатских кубков вызова по хоккею с шайбой

### Мужские
| Год  | Золото       | Серебро   | Бронза    | Место и страна проведения | Место и страна проведения |
| ---- | ------------ | --------- | --------- | ------------------------- | ------------------------- |
| 2008 | Тайвань (1)  | Малайзия  | Гонконг   | Гонконг                   | Гонконг                   |
| 2009 | ОАЭ (1)      | Таиланд   | Малайзия  | Абу-Даби                  | ОАЭ                       |
| 2010 | Тайвань (2)  | ОАЭ       | Таиланд   | Тайбэй                    | Тайвань                   |
| 2011 | Гонконг (1)  | ОАЭ       | Таиланд   | Эль-Кувейт                | Кувейт                    |
| 2012 | ОАЭ (2)      | Таиланд   | Малайзия  | Дехрадун                  | Индия                     |
| 2013 | Тайвань (3)  | Гонконг   | Монголия  | Бангкок                   | Таиланд                   |
| 2014 | Тайвань (4)  | ОАЭ       | Монголия  | Абу-Даби                  | ОАЭ                       |
| 2015 | Тайвань (5)  | ОАЭ       | Монголия  | Тайбэй                    | Тайвань                   |
| 2016 | Тайвань (6)  | ОАЭ       | Монголия  | Абу-Даби                  | ОАЭ                       |
| 2017 | ОАЭ (3)      | Монголия  | Таиланд   | Бангкок                   | Таиланд                   |
| 2018 | Монголия (1) | Таиланд   | Филиппины | Пасай                     | Филиппины                 |
| 2019 | Монголия (2) | Филиппины | Сингапур  | Куала-Лумпур              | Малайзия                  |

| Год  | Золото         | Серебро    | Бронза     | Место и страна проведения | Место и страна проведения |
| ---- | -------------- | ---------- | ---------- | ------------------------- | ------------------------- |
| 2014 | Макао (1)      | Кыргызстан | Сингапур   | Бишкек                    | Киргизия                  |
| 2015 | Кувейт (1)     | Сингапур   | Кыргызстан | Эль-Кувейт                | Кувейт                    |
| 2016 | Кыргызстан (1) | Малайзия   | Макао      | Бишкек                    | Киргизия                  |
| 2017 | Кувейт (2)     | Индия      | Оман       | Эль-Кувейт                | Кувейт                    |
| 2018 | Малайзия (1)   | Макао      | Индонезия  | Куала-Лумпур              | Малайзия                  |

### Женские
| Год  | Золото                                 | Серебро          | Бронза           | Место и страна проведения | Место и страна проведения |
| ---- | -------------------------------------- | ---------------- | ---------------- | ------------------------- | ------------------------- |
| 2010 | Китай 1 (1)                            | Япония           | КНДР             | Шанхай                    | Китай                     |
| 2011 | Япония (1)                             | Китай            | Республика Корея | Никко                     | Япония                    |
| 2012 | Япония (2)                             | Китай 1          | Китай 2          | Цицикар                   | Китай                     |
| 2014 | Китай (2)                              | КНДР             | Республика Корея | Харбин                    | Китай                     |
| 2017 | Новая Зеландия (1)                     | Таиланд          | Сингапур         | Бангкок                   | Таиланд                   |
| 2018 | Китайский Тайбэй (1)                   | Новая Зеландия   | Таиланд          | Куала Лумпур              | Малайзия                  |
| 2019 | Таиланд (1)                            | Китайский Тайбэй | Сингапур         | Абу Даби                  | ОАЭ                       |
| 2020 | Турнир отменен из-за пандемии COVID-19 |                  |                  |                           |                           |
| 2023 | Таиланд (2)                            | Иран             | Сингапур         | Бангкок                   | Таиланд                   |
| 2024 | Иран (1)                               | Филиппины        | ОАЭ              | Бишкек                    | Кыргызстан                |

| Год  | Победитель | Место и страна проведения | Место и страна проведения |
| ---- | ---------- | ------------------------- | ------------------------- |
| 2014 | Гонконг    | Гонконг                   | Гонконг                   |
| 2015 | Тайвань    | Тайбэй                    | Тайвань                   |
| 2016 | Тайвань    | Тайбэй                    | Тайвань                   |
| 2018 | Малайзия   | Куала Лумпур              | Малайзия                  |
| 2019 | Филиппины  | Абу-Даби                  | ОАЭ                       |

### Студенческие
| Год  | Золото     | Серебро          | Бронза | Место и страна проведения | Место и страна проведения |
| ---- | ---------- | ---------------- | ------ | ------------------------- | ------------------------- |
| 2010 | Япония (1) | Республика Корея | Китай  | Сеул                      | Республика Корея          |
| 2011 | Япония (2) | Республика Корея | Китай  | Чанчунь                   | Китай                     |

### Молодёжные (до 20)
| Год  | Золото             | Серебро        | Бронза           | Место и страна проведения | Место и страна проведения |
| ---- | ------------------ | -------------- | ---------------- | ------------------------- | ------------------------- |
| 2012 | Россия (1)         | Япония         | Республика Корея | Сеул                      | Республика Корея          |
| 2013 | Япония (1)         | Красные Звёзды | Республика Корея | Хабаровск                 | Россия                    |
| 2014 | Красные Звёзды (1) | Казахстан      | Япония           | Южно-Сахалинск            | Россия                    |

### Юниорские (до 18)
| Год  | Золото         | Серебро      | Бронза   | Место и страна проведения | Место и страна проведения |
| ---- | -------------- | ------------ | -------- | ------------------------- | ------------------------- |
| 2012 | Таиланд (1)    | ОАЭ          | Малайзия | Абу-Даби                  | ОАЭ                       |
| 2023 | Узбекистан (1) | Туркменистан | Монголия | Улан-Батор                | Монголия                  |
| 2024 | Узбекистан (2) | Таиланд      | Монголия | Ташкент                   | Узбекистан                |